# Buon compleanno (Irene Grandi)
Buon compleanno è una canzone contenuta nell'album Prima di partire di Irene Grandi scritta da Maria Pia Tuccitto e Laura Trentacarlini.

## Il video
Il video di "Buon compleanno" è stato girato da Cristiano Magione e prodotto da Sebastiano Jodice e Guido Cella per la FilmMaster Clip. Nel video si vede Irene e Alessandro Carotti (a suo tempo compagno), volare a bordo di un "divano" (a mo' di tappeto volante), su diverse location come in riva al mare o su di un campo di grano. Per tutto il tempo del video, Carotti dorme, ignaro di quello che gli succede attorno, per poi svegliarsi alla fine.

## Tracce
1. Buon compleanno - scritto da Pia Tuccitto e Laura Trentacarlini
2. Prima di partire per un lungo viaggio - "Live"
3. Sconvolto così - "Live"

## Classifiche
| Classifica (2003) | Posizione massima |
| ----------------- | ----------------- |
| Italia            | 19                |